# Кукшево (Вологодская область)
Кукшево — деревня в Белозерском районе Вологодской области.
Входит в состав Гулинского сельского поселения, с точки зрения административно-территориального деления — центр Кукшевского сельсовета.
Расстояние до районного центра Белозерска по автодороге — 28 км, до центра муниципального образования деревни Никоновская по прямой — 12 км. Ближайшие населённые пункты — Акишево, Гора, Пиндино.
По переписи 2002 года население — 92 человека (42 мужчины, 50 женщин). Всё население — русские. Название деревни предположительно идёт от названия птица Кукша, по другому она называется Роньжа. Данная птица в достаточном количестве проживает в этом районе.